# Bahnstrecke Stuttgart-Möhringen–Stuttgart-Hohenheim
| Kursbuchstrecke (DB): | ehem. 319b (1944) 327k (1946) |                                   |                                   |
| Streckenlänge: | 5,679 km                      |                                   |                                   |
| Spurweite: | 1435 mm (Normalspur)          |                                   |                                   |
| |                               |                                   |                                   |
| \| \| \| von Stuttgart-Degerloch \| \| \| \| \| Riedsee \| \| \| \| \| von Stuttgart-Vaihingen \| \| \| \| 0,000 \| Möhringen Bahnhof \| Möhringen Bahnhof \| \| \| \| \| \| \| \| 0,30 \| Stuttgarter Straße \| Stuttgarter Straße \| \| \| \| \| \| \| \| \| Möhringen auf den Fildern \| \| \| \| 0,60 \| Sigmaringer Straße \| Sigmaringer Straße \| \| \| 1,10 \| Plieninger Straße \| Plieninger Straße \| \| \| \| \| \| \| \| 1,70 \| Salzäcker \| Salzäcker \| \| \| \| Landhaus (bis 1897: Echterdingen) \| \| \| \| 1,80 \| Bundesstraße 27 \| Bundesstraße 27 \| \| \| 1,90 \| Landhaus \| Landhaus \| \| \| 4,10 \| Beiberg \| Beiberg \| \| \| 5,00 \| Plieningen \| Plieningen \| \| \| \| \| \| \| \| 5,103 \| Stuttgart-Plieningen \| Stuttgart-Plieningen \| \| \| \| Plieningen Garbe \| \| \| \| \| \| \| \| \| 5,679 \| Stuttgart-Hohenheim \| Stuttgart-Hohenheim \| |                               |                                   |                                   |
| U-Bahn-Strecke |                               | von Stuttgart-Degerloch           | von Stuttgart-Degerloch           |
| U-Bahn-Haltepunkt / Haltestelle |                               | Riedsee                           | Riedsee                           |
| U-Bahn-Strecke von rechts · U-Bahn-Strecke |                               | von Stuttgart-Vaihingen           | von Stuttgart-Vaihingen           |
| U-Bahn-Haltepunkt / Haltestelle · U-Bahn-Strecke | 0,000                         | Möhringen Bahnhof                 | Möhringen Bahnhof                 |
| U-Bahn-Abzweig geradeaus und nach links · Abzweig mit U-Bahn ehemals geradeaus und nach rechts |                               |                                   |                                   |
| ehemaliger U-Bahn-Haltepunkt / Haltestelle · Strecke (außer Betrieb) | 0,30                          | Stuttgarter Straße                | Stuttgarter Straße                |
| Strecke von links (außer Betrieb) · U-Bahn-Kreuzung mit Eisenbahn (Querstrecke außer Betrieb) · Strecke nach rechts (außer Betrieb) |                               |                                   |                                   |
| Bahnhof (Strecke außer Betrieb) · U-Bahn-Strecke |                               | Möhringen auf den Fildern         | Möhringen auf den Fildern         |
| Strecke (außer Betrieb) · U-Bahn-Haltepunkt / Haltestelle | 0,60                          | Sigmaringer Straße                | Sigmaringer Straße                |
| Strecke (außer Betrieb) · U-Bahn-Haltepunkt / Haltestelle | 1,10                          | Plieninger Straße                 | Plieninger Straße                 |
| Strecke nach links (außer Betrieb) · U-Bahn-Kreuzung mit Eisenbahn (Querstrecke außer Betrieb) · Strecke von rechts (außer Betrieb) |                               |                                   |                                   |
| U-Bahn-Haltepunkt / Haltestelle · Strecke (außer Betrieb) | 1,70                          | Salzäcker                         | Salzäcker                         |
| U-Bahn-Strecke · Haltepunkt / Haltestelle (Strecke außer Betrieb) |                               | Landhaus (bis 1897: Echterdingen) | Landhaus (bis 1897: Echterdingen) |
| U-Bahn-Brücke · Strecke (außer Betrieb) | 1,80                          | Bundesstraße 27                   | Bundesstraße 27                   |
| U-Bahn-Haltepunkt / Haltestelle · Strecke (außer Betrieb) | 1,90                          | Landhaus                          | Landhaus                          |
| ehemaliger U-Bahn-Dienststation / Betriebs- oder Güterbahnhof · Strecke (außer Betrieb) | 4,10                          | Beiberg                           | Beiberg                           |
| U-Bahn-Haltepunkt / Haltestelle Strecke ab hier außer Betrieb · Strecke (außer Betrieb) | 5,00                          | Plieningen                        | Plieningen                        |
| Strecke (außer Betrieb) |                               |                                   |                                   |
| Bahnhof (Strecke außer Betrieb) · Strecke (außer Betrieb) | 5,103                         | Stuttgart-Plieningen              | Stuttgart-Plieningen              |
| Strecke (außer Betrieb) · Haltepunkt / Haltestelle (Strecke außer Betrieb) |                               | Plieningen Garbe                  | Plieningen Garbe                  |
| Abzweig geradeaus und von links (Strecke außer Betrieb) · Strecke nach rechts (außer Betrieb) |                               |                                   |                                   |
| Kopfbahnhof Streckenende (Strecke außer Betrieb) | 5,679                         | Stuttgart-Hohenheim               | Stuttgart-Hohenheim               |

Die Bahnstrecke Stuttgart-Möhringen–Stuttgart-Hohenheim ist eine ehemalige Eisenbahnstrecke im Stadtgebiet von Stuttgart. Heute ist sie zwischen Stuttgart-Möhringen und Stuttgart-Plieningen in die Stadtbahn Stuttgart integriert und wird von der Linie U3 befahren. Der circa 700 Meter lange Restabschnitt nach Stuttgart-Hohenheim ist stillgelegt, die Bedienung erfolgt gegenwärtig durch die Omnibuslinien 65, 70, 74 und 76 der Stuttgarter Straßenbahnen (SSB). 

## Geschichte

Der Gasthof Landhaus mit dem gleichnamigen Haltepunkt um 1900

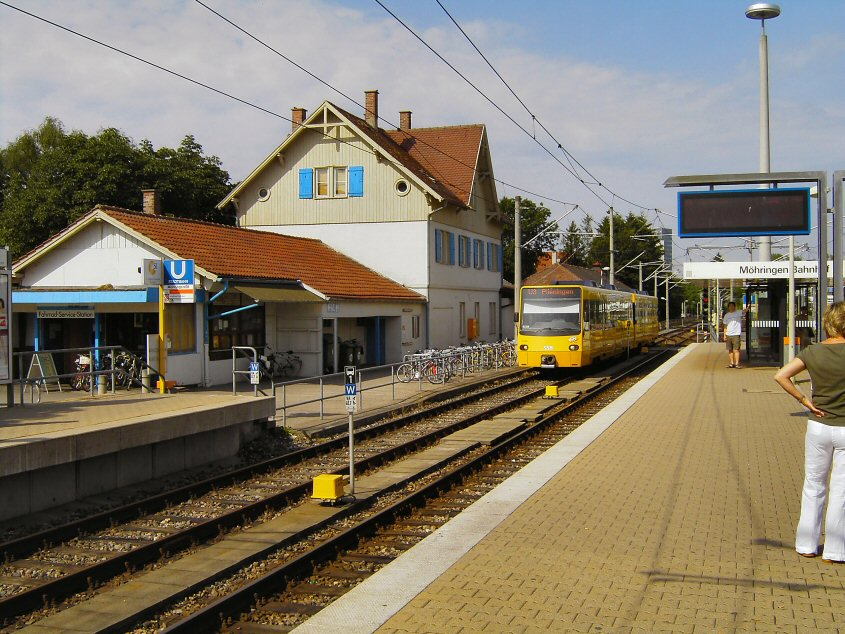
Der Möhringer Bahnhof, Ausgangspunkt der Strecke nach Hohenheim

Als Fortsetzung der 1884 eröffneten Zahnradbahn Stuttgart eröffnete die Filderbahn-Gesellschaft (FBG) im Dezember 1888 eine – manchmal auch Obere Filderbahn genannte – meterspurige Adhäsionsstrecke von Degerloch über Möhringen nach Hohenheim. Sie wurde als Dampfstraßenbahn betrieben und benutzte bis Möhringen die Bahnstrecke Stuttgart-Degerloch–Stuttgart-Möhringen, ab Möhringen dann die hier behandelte Strecke. Der erste Möhringer Bahnhof befand sich dabei bis kurz nach der Jahrhundertwende an der Kreuzung der Vaihinger Straße mit der Rembrandtstraße, letztere hieß damals noch Stuttgarter Straße. 
Mit der 1902 erfolgten Verlegung des Bahnhofs Möhringen wurde auch die Hohenheimer Strecke zwischen Möhringen und Plieningen völlig neu trassiert und gleichzeitig elektrifiziert. Sie folgte nun nicht mehr der Rembrandtstraße, der Plieninger Straße und der Filderhauptstraße, sondern erhielt eine eigene Trasse. 
Ab 1921 wurde auch die Hohenheimer Strecke, wie alle Linien der Filderbahn, von der SSB betrieben. Ab 1934 war diese schließlich auch Eigentümerin und baute sie sukzessive aus. Die Strecke nach Hohenheim erhielt dabei zur Durchführung des normalspurigen Güterverkehrs (von Stuttgart-Vaihingen her) ein Dreischienengleis.
1967 wurde der Güterverkehr aufgegeben und die Strecke bis Plieningen verkürzt. Dort entstand eine Wendeschleife für die Straßenbahnzüge der Linie 31, fortan konnten auch hier die damals modernen Gelenktriebwagen des Typs GT4 eingesetzt werden. Gleichzeitig forcierte die SSB den zweigleisigen Ausbau, dieser konnte zu Beginn der 1980er-Jahre vollendet werden. Die Hohenheimer Strecke war einer der letzten eingleisigen Abschnitte im Netz der SSB. 1981 erfolgte außerdem die Umwidmung in eine Straßenbahnstrecke gemäß BOStrab.
Im Zuge des fortschreitenden Ausbaus der Stadtbahn Stuttgart wurde ab Februar 1983 auf dem Streckenabschnitt Möhringen–Plieningen ein Stadtbahnversuchsbetrieb mit den drei DT8-Prototypen aufgenommen. 1985 erfolgte schließlich die endgültige Umstellung der Linie 3 auf Stadtbahnbetrieb. Bereits ab Mai 1985 konnten nach einem Umbau der Gleisanlagen keine Meterspurzüge mehr nach Plieningen fahren, die Strecke war somit die erste reine Stadtbahnstrecke im SSB-Netz.

## Weblinks

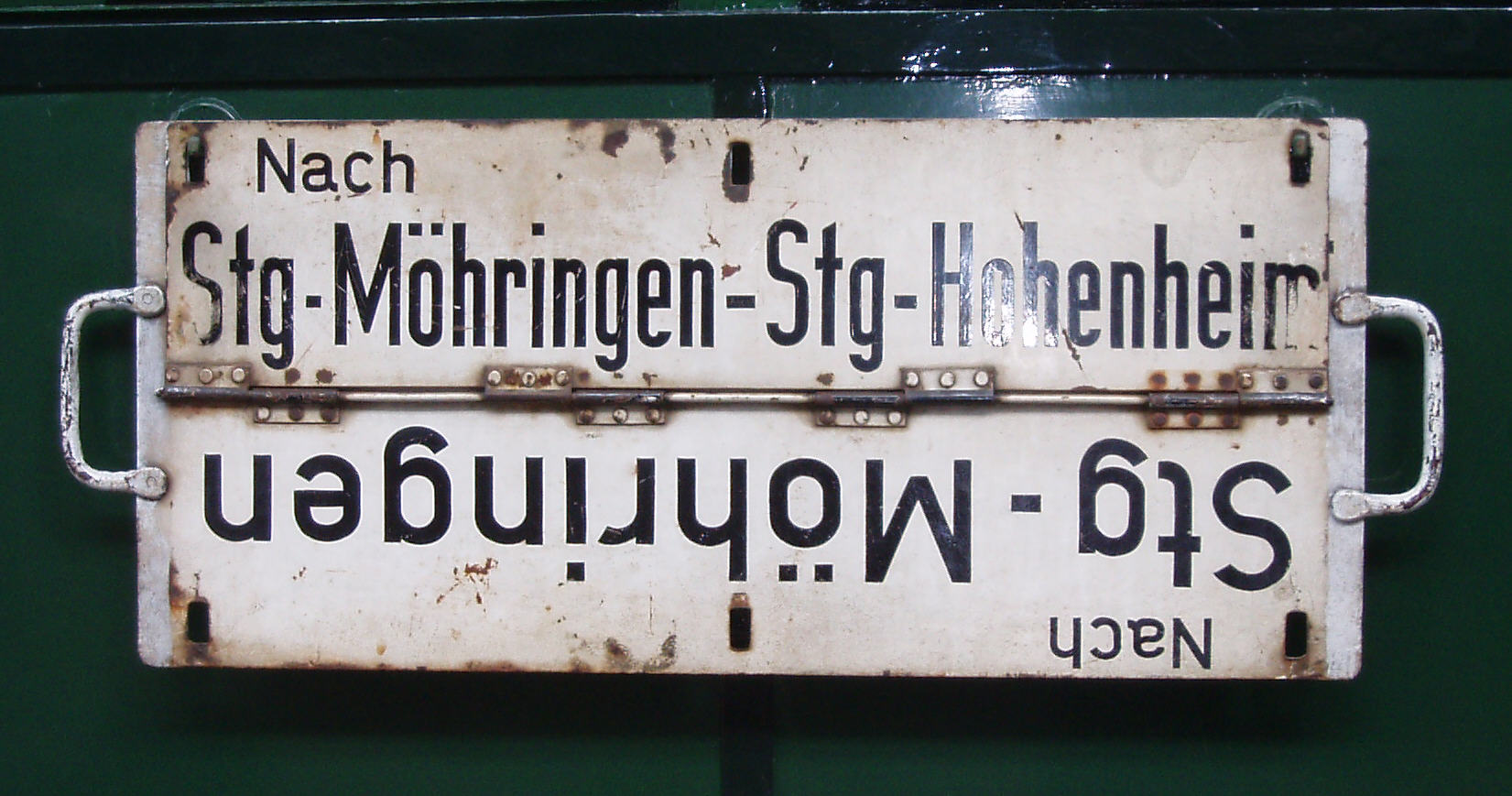
Historischer Zugzielanzeiger in der Straßenbahnwelt Stuttgart